# Смольный (канонерская лодка)
«Смольный» — советская речная канонерская лодка, оборудованная в начале Отечественной войны из мобилизованного парового колёсного буксира. В августе 1941 года корабль отличился успешными действиями во время обороны Канева.

## Строительство
В 1932 году завод «Ленинская кузня» в Киеве спроектировал и начал серийное производство первой советской паровой компаундной машины мощностью в 400 л.с. с парораспределителем Ленца. Это позволило начать строительство серии паровых колёсных буксиров в рамках проекта СБ-51. Суда имели цельносварной корпус, просторные помещения, каюты на 1—2 человека, душевую и прачечную. Головным в серии стал буксир «Смольный».
По предвоенному мобилизационному плану четыре таких парохода нужно было мобилизовать и переоборудовать в канонерские лодки, которые по тогдашней классификации имели артиллерию главного калибра более 76 мм. Переоборудование включало усиление конструкции судна, чтобы выдерживать напряжения от отдачи орудий, 6-мм бронирование снарядных погребов и броневой боевой рубки.

## История службы
С началом войны «Смольный» мобилизовали 23 июня 1941 года по предвоенному плану и к 7 июля полностью переоборудовали в военный корабль на заводе им. И. В. Сталина в Киеве. Его командиром стал лейтенант запаса Кильчицкий П.Е. 11 июля «Смольный» включили в состав Днепровского отряда речных кораблей (ОРК) Пинской военной флотилии (ПВФ) для действий на участке Триполье — Ржищев — Канев, хотя официально корабль вошёл в состав ПВФ лишь 22 июля. В период 7—16 августа канонерка участвовала в обороне Канева, тогда её зенитчики сбили три немецких самолёта.
В середине августа противник вышел непосредственно к Днепру и захватил город Канев. Таким образом ПВФ была вынуждена провести операцию с целью прорыва кораблей и суден в Киев с юга. Днепровский ОКР осуществил 17—19 августа 1941 года так называемый Каневский прорыв из Канева в Киев. Данную операцию поддержали действиями войск связи, полевой и тяжёлой артиллерией сухопутных войск, действовавших с восточного берега Днепра. В целом прорыв оказался удачным, а потери — минимальными.
Но сама канонерка во время прорыва, уже на подходе к Киеву, была по ошибке обстреляна советской артиллерией с позиций на Жуковом острове. Вследствие этого погиб 1 краснофлотец, а 3 были ранены. По прибытии в Киев корабль находился на ремонте до 20 августа.
22 августа «Смольный» по приказу выдвинулся на север к селу Ясногородка на прикрытие днепровской переправы. 28 августа канонерская лодка перешла на реку Десна в район южнее города Остёр, где она взаимодействовала с подразделениями 212-й воздушно-десантной бригады. Постепенно с ухудшением общей обстановки на фронте корабль отступает в низовья Десны к её устью. 12 сентября «Смольный» вёл обстрел вражеских позиций на участке Дымер — Глебовка — Козаровичи напротив северного фланга Киевского укреплённого района. 18 сентября 1941 года при оставлении советскими войсками Киева канонерская лодка «Смольный» была взорвана своим экипажем в районе села Сваромье согласно приказу Военного совета 37-армии.
6 октября 1941 года «Смольный» исключили из списков кораблей ВМФ по приказу командующего флотом. В 1944 году корабль подняли, отремонтировали и в течение нескольких лет использовали как учебно-тренировочное средство. Затем судно сдали на металлолом.